# Toguna

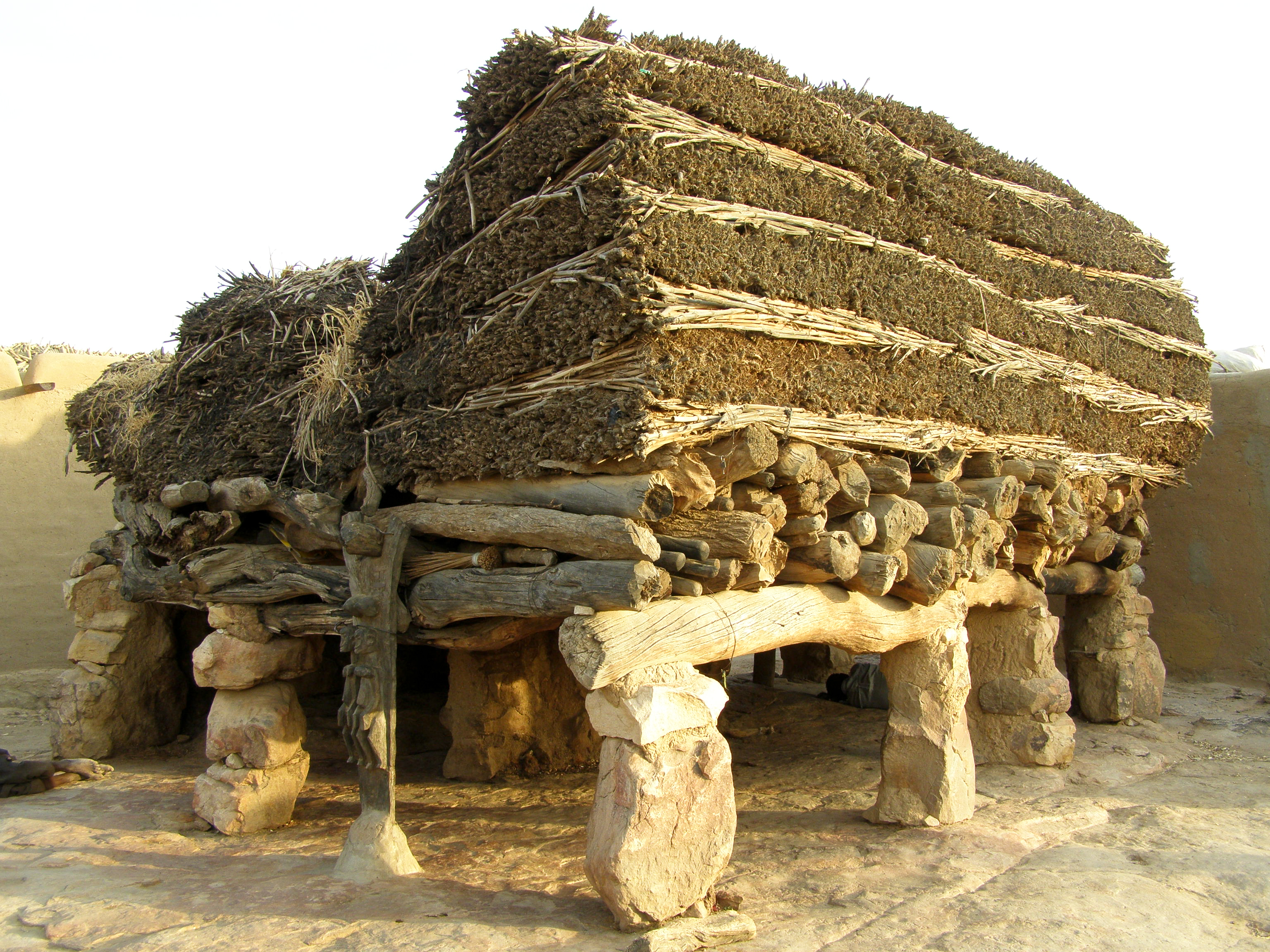
Toguna nel villaggio di Sangha, Mali

Il toguna è l'edificio pubblico più importante per la vita delle comunità Dogon, una popolazione africana del Mali.

## Architettura[1]
L'impianto ideale del toguna è rettangolare, orientato secondo i punti cardinali, anche se sono numerose le varianti sia nella forma che nei materiali. In generale si tratta di una bassa costruzione definita da tre file di pilastri lignei o in pietra e da una travatura sostenente una copertura fatta di strati sovrapposti di materiale vegetale, sovrapponendo a forte spessore strati di steli di miglio con la funzione pratica di riparare efficacemente dal sole senza impedire la ventilazione, dato che le riunioni si svolgono nelle ore più calde della giornata.
Il toguna riproduce il riparo dove si riunirono gli otto antenati primordiali, ciascuno dei quali è identificato con un pilastro,  spesso scolpiti con immagini antropomorfiche.
Nel villaggio, il toguna principale è spesso situato nella posizione dominante e il corrispondenza del luogo più sacro e interno all'insediamento. Ogni villaggio ne ha almeno uno, all'atto della fondazione viene costruito il più grande e importante sullo spiazzo principale dell'abitato.

## Galleria d'immagini

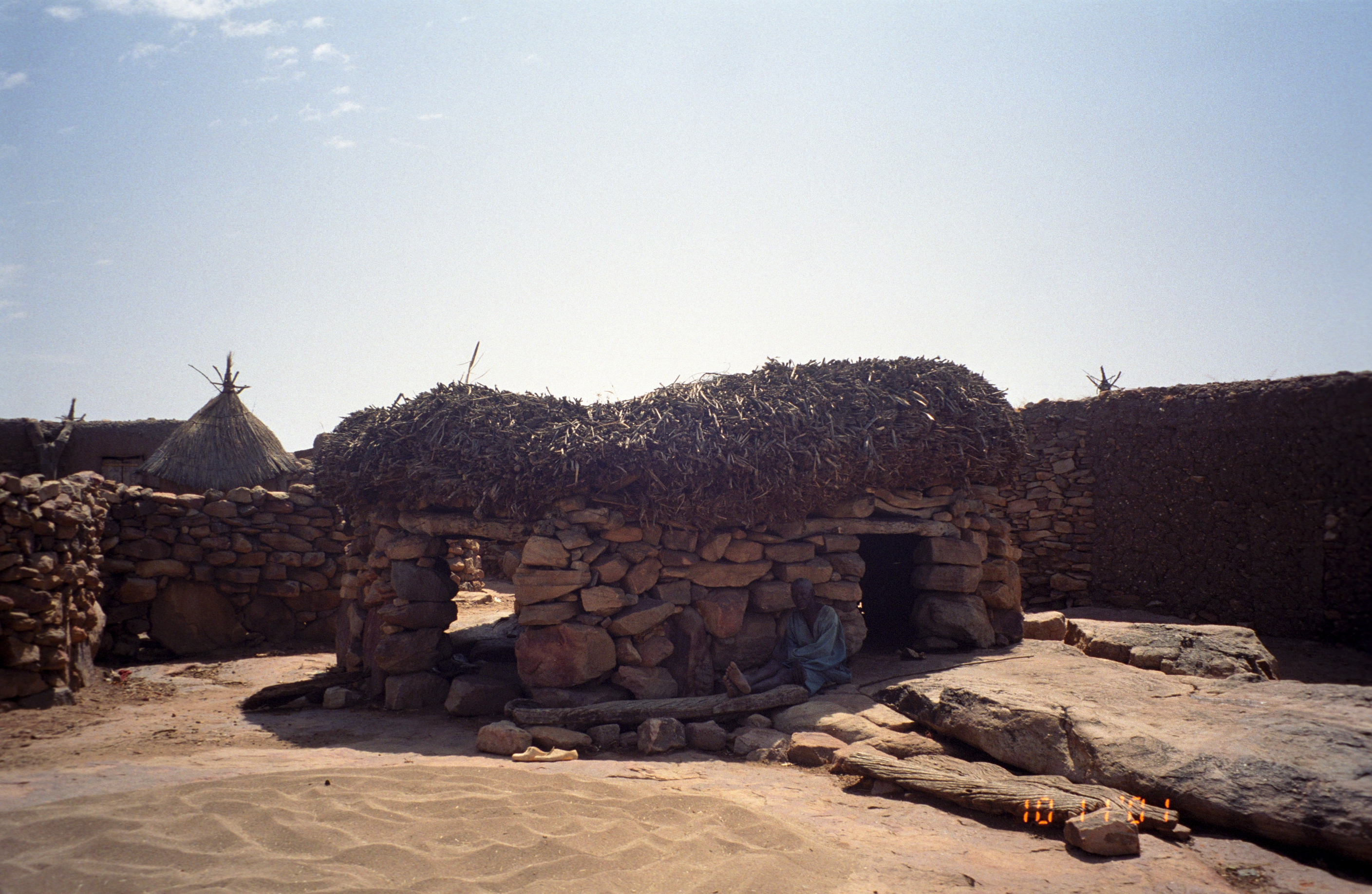
Toguna villaggio Djiguibombo, Mali
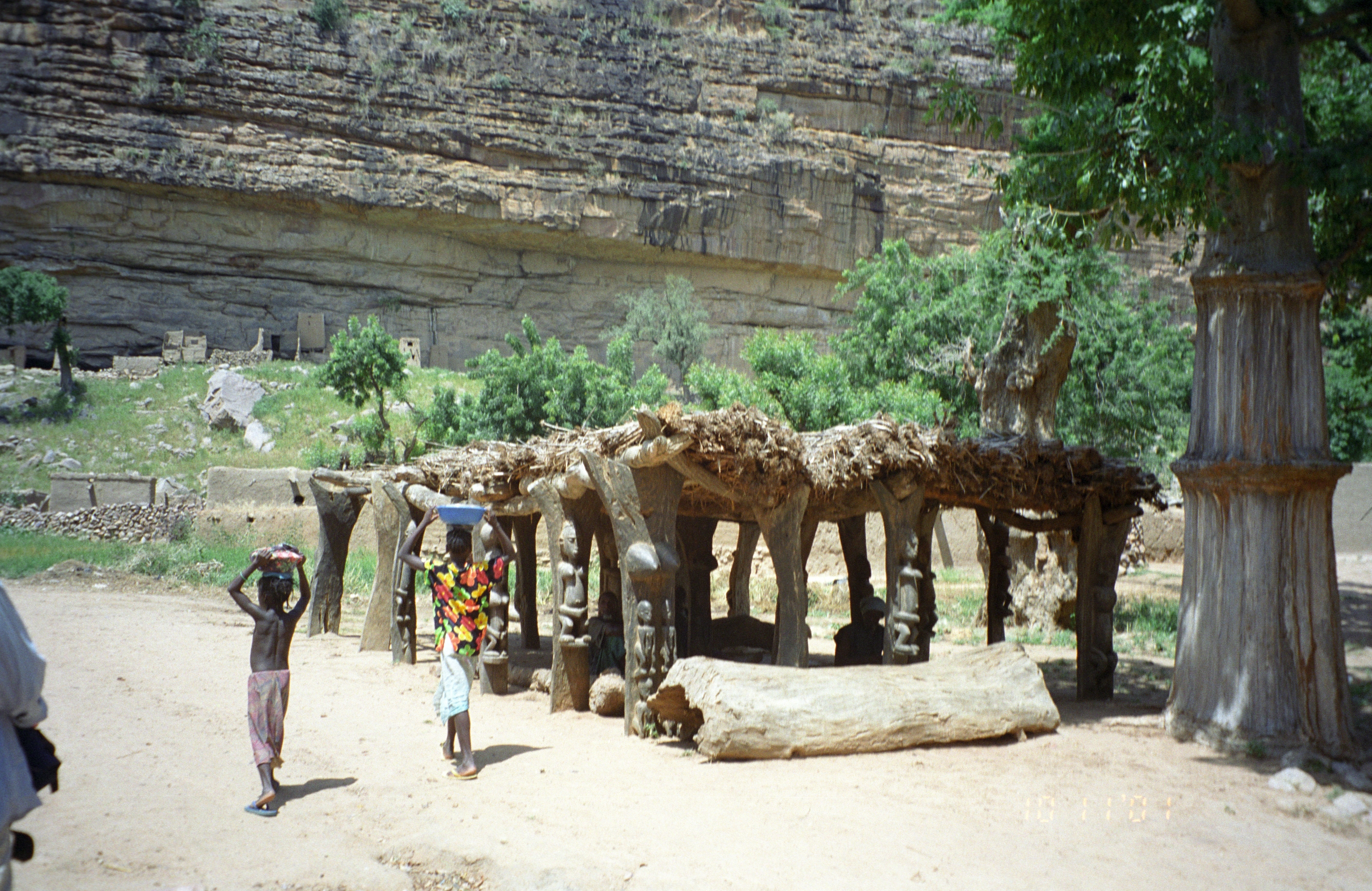
Toguna villaggio Kani-Kombole, Mali
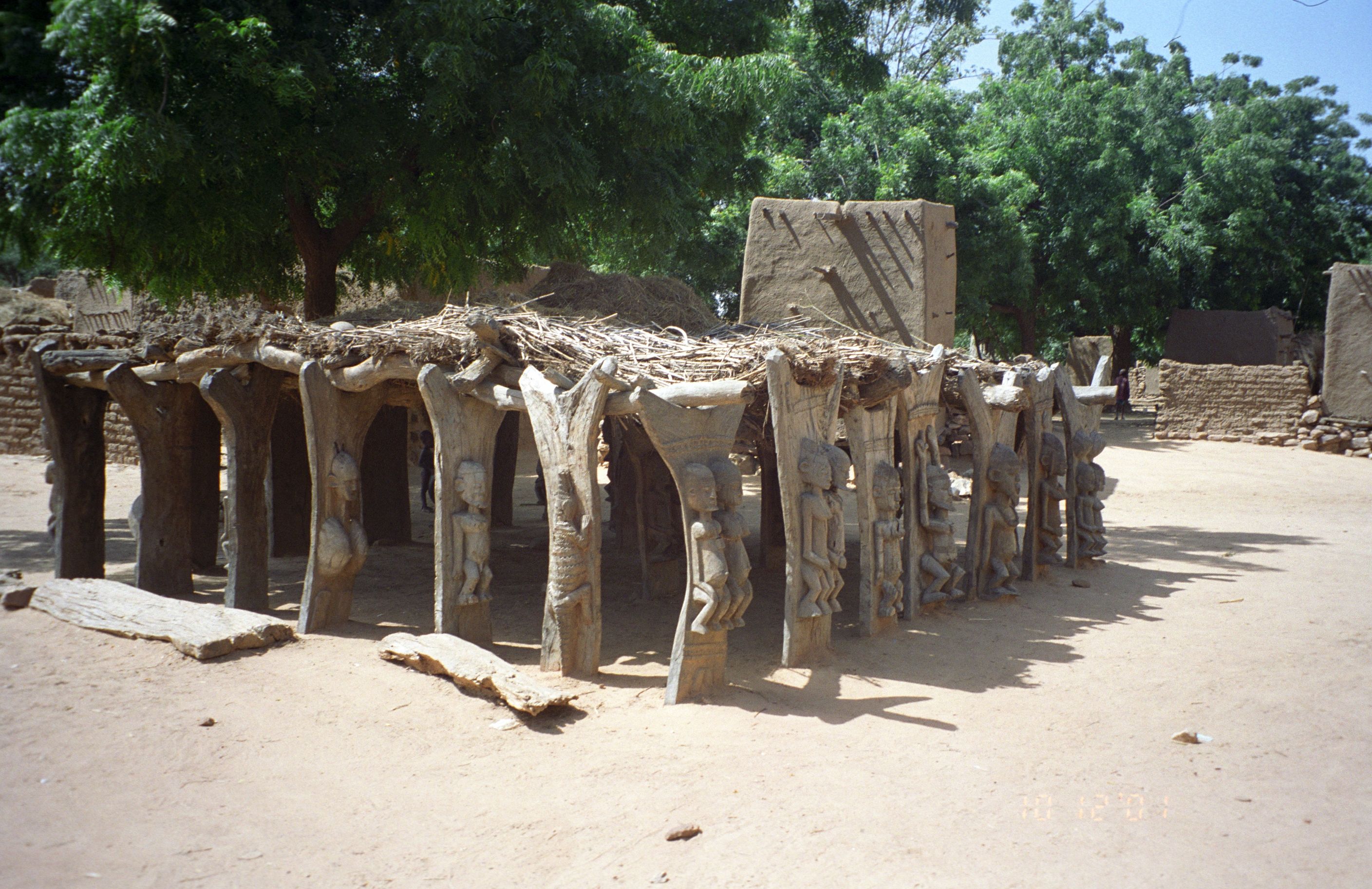
Toguna villaggio di Ende, Mali
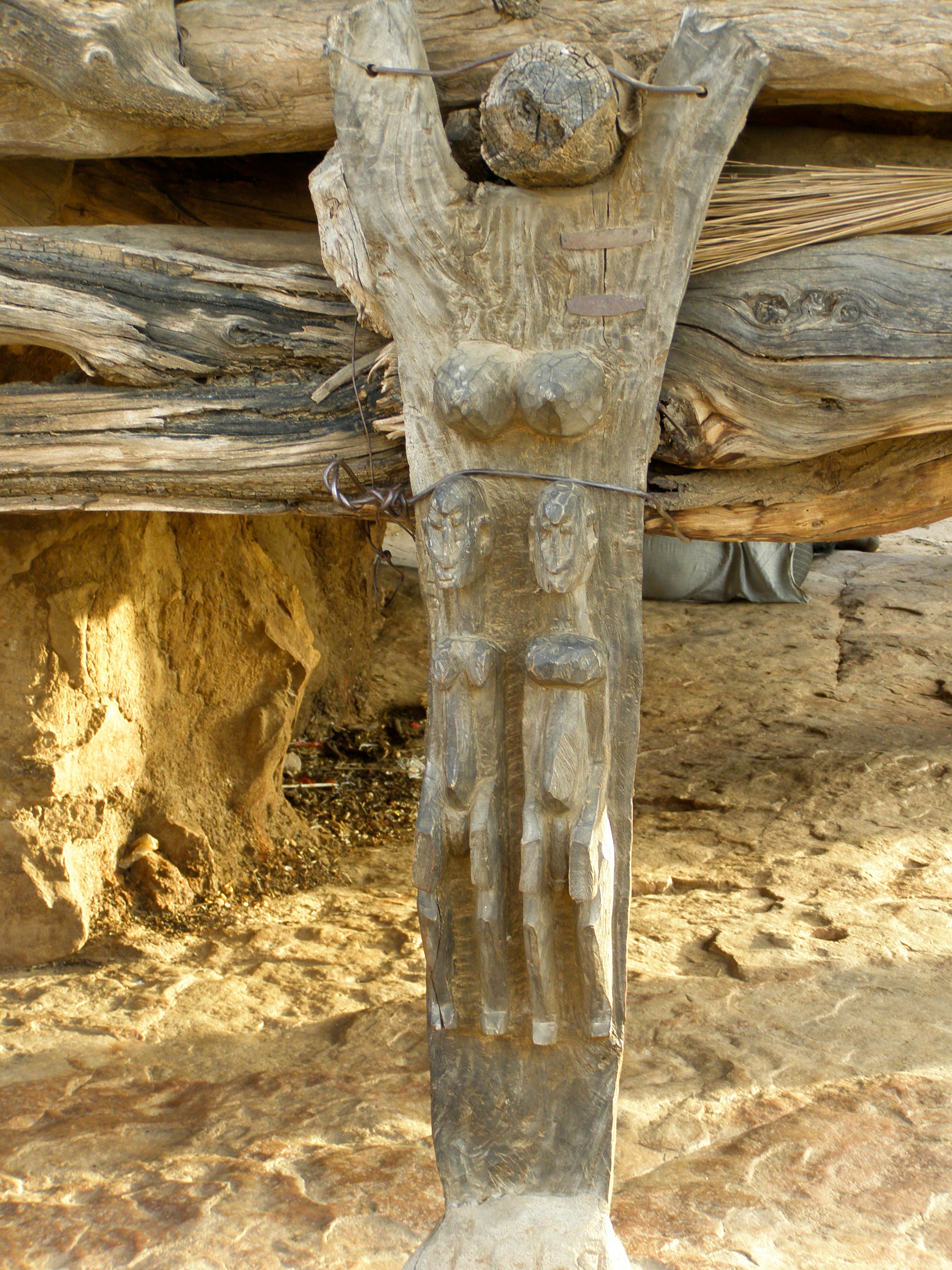
Particolare: Pilastro Toguna
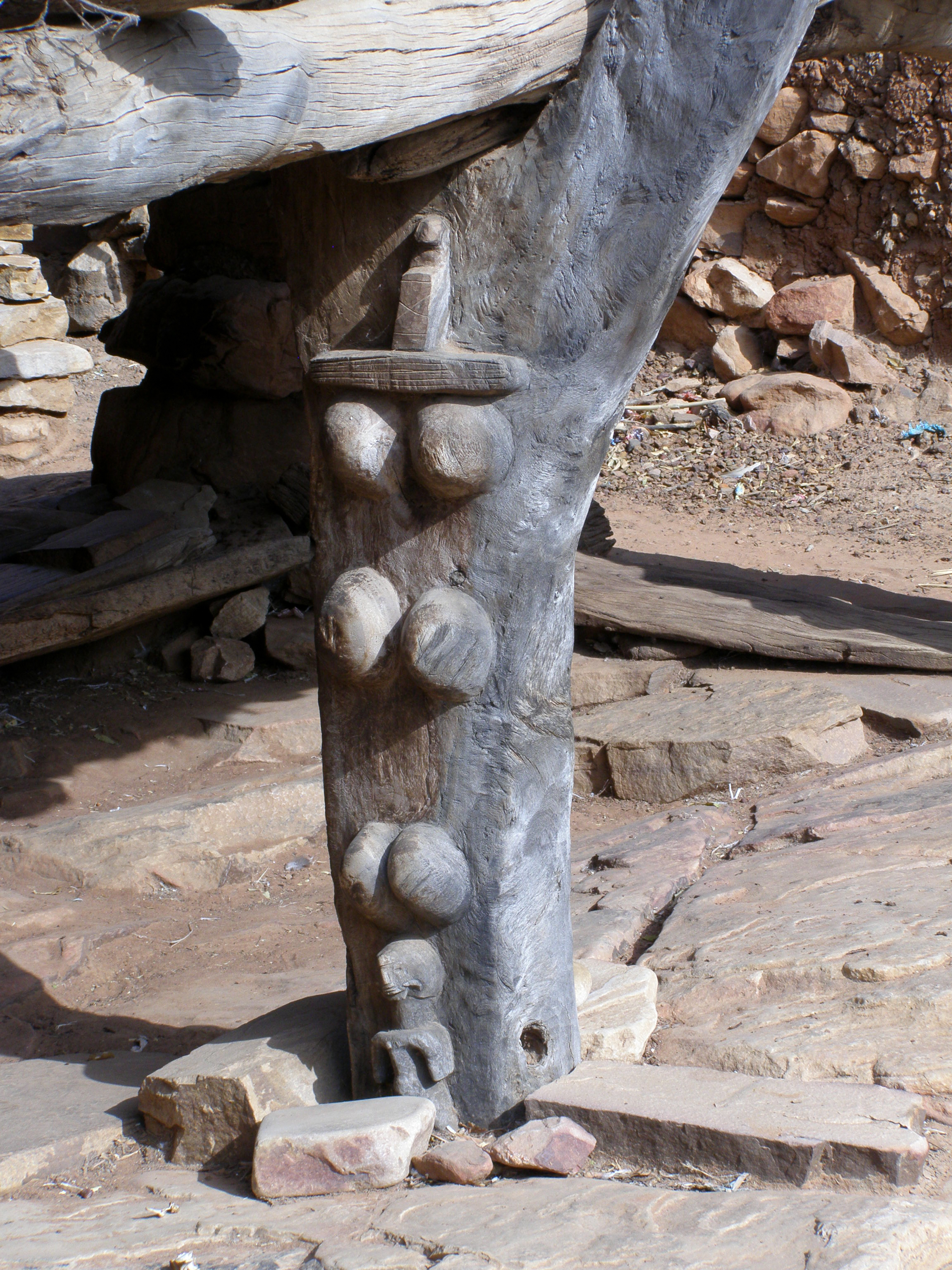
Particolare: Pilastro toguna